# Боровики (Черниговская область)
Боровики́ (укр. Боровики́) — село Черниговского района Черниговской области Украины, центр сельского Совета. Расположено в 52 км от районного центра и в 14 км от железнодорожной станции Жидиничи ответвления Жукотки — полигон Гончаровское участка Чернигов — Йолча Юго-Западной железной дороги. Население 119 человек.
Код КОАТУУ: 7425580801. Почтовый индекс: 15546. Телефонный код: +380 462.
Расположено на одном из истоков реки Смолова.

## История
Возле села Боровики обнаружен курганный могильник времён Киевской Руси (IX—XIII вв.).
Первое письменное упоминание о селе Боровики датируется 1858 годом. Советская власть установлена в январе 1918 г. На фронтах Великой Отечественной войны против немецких войск сражались 34 жителя села, из них 25 человек награждены орденами и медалями, 18 — погибли. Сооружен обелиск Славы «в честь советских воинов, погибших при освобождении села от гитлеровцев, и воинов-односельчан, отдавших жизнь в борьбе против немецко-фашистских захватчиков».

## Власть
Орган местного самоуправления — Боровиковский сельский совет. Почтовый адрес: 15546, Черниговская обл., Черниговский р-н, с. Боровики, ул. Советская (Радянська), 6.
Боровиковскому сельскому совету, кроме села Боровики, подчинены сёла:
- Будище;
- Василева Гута;
- Вороховка;
- Лески;
- Лесное;
- Хатилова Гута.